# El domador (película de 1954)
 El domador  es una película en blanco y negro de Argentina dirigida por Adelqui Millar, director chileno cuyo verdadero nombre era Adelqui Migliar, según el guion de Belisario García Villar sobre la novela homónima de César Carrizo que se estrenó el 30 de junio de 1954 y que tuvo como protagonistas a Elisa Christian Galvé, Oscar Fuentes, Carlos Perelli y Eloy Álvarez. La novela había sido premiada como la mejor de 1938 y colaboró como asesor literario Amadeo Sirolli.

## Sinopsis
Un domador de potros que llega a un pueblo de Salta trata de conquistar a una joven.

## Reparto
- Elisa Christian Galvé
- Carlos Perelli
- Eloy Álvarez
- Pilar Gómez
- Hermanas Márquez
- Oscar Fuentes
- Rosita Marión
- Blanca Carretero
- Alberto Ruiz
- José María Ruiz
- Juan C. Nogales
- Fanny Flores

## Comentarios
La crónica de la revista Set dijo:

”Debido a una deficiente adaptación no ha podido logrr el interés y emoción que trasunta el original. La lentitud corta la acción. Elisa Christian Galvé muy superior en su papel.”

Por su parte Manrupe y Portela escriben :

”La adaptación construye un gauchaje próximo al acto escolar, sentencioso en cada frase y desaprovechando exteriores salteños.”